# Françoua Garrigues
Françoua Garrigues est un comédien et metteur en scène français.

## Biographie
Françoua Garrigues est issu de la promotion 2001-2004 de l'École supérieure d'art dramatique de Paris dirigée par Yves Pignot et Jean-Claude Cotillard.

## Théâtre

### Comédien
- 1998 : Happening mise en scène d'Évelyne El Garby-Klaï et Françoua Garrigues / Théâtre de rue, Montpellier

- 1999 : Quisaitout et Grobêta de Coline Serreau : Quisaitout et Grobêta, mise en scène d'Évelyne El Garby-Klaï et Françoua Garrigues / Trioletto de Montpellier

- 2000 : Angels in America de Tony Kushner : Louis Ironson, mise en scène de Gauthier Morax / Sudden Théâtre de Paris / Salle René Cassin de Houilles

- 2001-2002 : Le Village en flammes de Rainer Werner Fassbinder : Florès, mise en scène de Julien Feder et Guillaume Riant / Théâtre 347

- 2002-2007 : Scènes et légendes du monde de Damiane Goudet / Théâtre du Nord-Ouest / Mairie du 17e arrondissement de Paris / Théâtre 13[1]

- 2002 : L'Espace du dedans d'Henri Michaux : Plume, mise en scène d’Hermine Karagheuz / Maison des Conservatoires de Paris / Mairie du 6e arrondissement de Paris, Foire Saint-Germain / Théâtre 13

- 2002 : Résistances d'après Françoise Piazza, mise en scène d’Yves Pignot / Théâtre Sylvia Monfort / Théâtre 13

- 2002 : Cabaret d’Yves Pignot / Foire Saint-Germain / Théâtre 13

- 2003 : Le Banquet d'après Platon et nous ou "Le discours de l'amour" : Françoua et Narcisse, mise en scène d’Hermine Karagheuz / Maison des Conservatoires de Paris / Théâtre 13[2]

- 2003 : Peur et Solitude de Jean-Claude Cotillard / Théâtre 13[3]

- 2003 : Cstwertskst : comédie musicale d'Amnon Beham, Bobislas Borboyé, mise en scène d’Amnon Beham / Maison des Conservatoires de Paris / Théâtre 13[3]

- 2004-2011 : Addict de Maryline Klein : Parcours trouble du comportement alimentaire / La Guillotine de Montreuil / Nouveau théâtre de Montreuil / La Ferme du Buisson / Collectif 12 de Mantes La Jolie / Centre culturel Evasion de Noyelles-sous-Lens

- 2004 : Dans le corps du texte (Les Chansons de Bilitis de Pierre Louÿs), mise en scène de Jean-Claude Cotillard / Théâtre 13[4]

- 2004 : Nathalie Sarraute - Théâtre (Pour un oui ou pour un non et Isma ou Ce qui s'appelle rien) : H2 et F2, mise en scène de Jean-Damien Barbin / Théâtre 13[4]

- 2004 : Fando et Lis de Fernando Arrabal, personnel soignant en vidéo, mise en scène de Frédérik Maldan / Maison des Conservatoires de Paris[5] / Centre d’animation Les Halles-Le Marais de Paris[5]

- 2004-2006 : Le Marquis ridicule ou la Comtesse faite à la hâte de Paul Scarron, Louise, mise en scène de Juliette de Charnacé-Vilcour / Centre d’animation MJC Mercoeur de Paris / Centre culturel des 3 pierrots de Saint Cloud / Ciné 13 Théâtre / Théâtre Berthelot de Montreuil / Pavillon ADAC de Paris / La Ferme de Boussy-Saint-Antoine / Théâtre 13[6],[7]

- 2009-2010 : La Cantatrice chauve d'Eugène Ionesco : Mary, la bonne, mise en scène de Françoua Garrigues / Aktéon Théâtre de Paris[8]

- 2008-2011 : Electre d'Euripide : Electre, mise en scène de Renaud Boutin / Théâtre 13[9],[10] / Centre d’animation Les Halles-Le Marais de Paris[10] / Théâtre de l'Opprimé de Paris / Théâtre de rue, Alfortville / Espace St Jo' de Clamart

- 2008 : Les trompettes de la mort de Tilly : Jean-François, mise en scène de Thibault Joulié / Centre d’animation Les Halles-Le Marais de Paris[11]

- 2009-2010 : Beaux Rêves de Michael Ghent / Comète 347 de Paris / Mains d'œuvres de Saint-Ouen

- 2009-2010 : L'Homosexuel ou la Difficulté de s'exprimer de Copi : Garbenko et Général Pouchkine, mise en scène collective / Maison des Conservatoires de Paris / Centre LGBT Paris-Île-de-France / Conservatoire Jacques Ibert de Paris / Comédie de Reims

- 2009-2025 : Kapouchnik d’Hervée de Lafond et Jacques Livchine - Théâtre de l'Unité / Studio des 3 Oranges d'Audincourt[12],[13] / Le Channel[12]

- 2010 : Marie des Grenouilles de Jean-Claude Grumberg, le Chambellan et la Fée, mise en scène de Yatto Titah / Théâtre de la Tête Noire de Saran[14]

- 2011-2021 : Chambres d'Amour d'Hervée de Lafond et Jacques Livchine - Théâtre de l'Unité / La Garance - Hôtel Toppin[15] / Théâtre de Grasse - TDG - Hôtel du Patti[15] / Hôtel Cézanne de Cannes[15] / L'Usine, Centre national des arts de la rue et de l'espace public de Tournefeuille[15],[16] / Scènes Vosges - Hôtel Le Manoir des Ducs d’Epinal

- 2011-2014 : Le Petit Chaperon Uf de Jean-Claude Grumberg : le tabatier et le policier, mise en scène de Françoua Garrigues / Aktéon Théâtre de Paris[17] / Salle Daguerre de Bry sur Marne / MJC-MPT François Rabelais de Savigny-sur-Orge / Théâtre de l'Opprimé de Paris[17],[18]

- 2013 : "Elle" de Jean Genet : le Cardinal, mise en scène de Françoua Garrigues / Comédie de Reims

- 2014 : Gauche Uppercut de Joël Jouanneau, Yiddish, mise en scène d’Isabelle Desalos / Vingtième Théâtre / Gare au Théâtre, Nous n'irons pas à Avignon[19]

- 2014 : Brigade d'Intervention Théâtrale de la Toussaint d’Hervée de Lafond et Jacques Livchine - Théâtre de l'Unité / Théâtre de rue, Audincourt[20]

- 2015 : Paroles d'Amour de Sabeline Campo / Atelier Coriandre de Montreuil / Espace CREA de Millau / Médiathèque Louis Aragon de Choisy le Roi / Gare au Théâtre, Nous n'irons pas à Avignon / Foyer Rural du Valois Multien de Betz

- 2017-2018 : SurMâle(S de la Compagnie Gérard Gérard[21]/ Théâtre de Belleville / Théâtre Le Nouveau Ring, Festival Off d'Avignon / La Basse Cour de Grenoble / Salle Porte des Fenouillèdes de Trévillach / L'Anthropo de Perpignan / Le Lido de Prades / Palais des Fêtes de Rivesaltes / Salle Polyvalente Esther de Saillagouse / Théâtre des Gavroches de Brive-la-Gaillarde / Théâtre de l'Arlequin de Morsang-sur-Orge / Théâtre Toursky de Marseille / La Halle aux Grains de Samatan / L'Atelier de Thonon-les-Bains / SAS de Delémont (Suisse) / La Générale Nord-Est de Paris[22]

- 2017 : La plus grande chorale du monde d'Hervée de Lafond et Jacques Livchine - Théâtre de l'Unité, Vladimir Poutine / Le Channel

- 2019 : Montceaux ou La nouvelle surprise de Meaux d'Alexandre Valéry et Brice Le Clair, Narrateur, mise en scène de Françoua Garrigues / Château Royal de Montceaux-Lès-Meaux

- 2020-2021 : Le Projet S d'Alexandre Moisescot - Compagnie Gérard Gérard[23], Françoua Garrigues, comédien / Théâtre municipal de Perpignan / Théâtre municipal O(l)tto Ladusch de Bagnols-les-Bains / Théâtre d'Ô de Montpellier

- 2021-2022 : RedRuM de la Compagnie Gérard Gérard, Lieutenant Esperandieu et Ulysse Séguier / Les Carmes de Nîmes

- 2021-2024 : Les Petits Contes de la Crypte, mise en lecture de Jennifer Moret / Théâtre Darius Milhaud de Paris / Maison des Arts et de la Culture d'Epinay-sous-Sénart / La Boite à Rire de Perpignan / La Comédie de Marseille

- 2022-2025 : Les Vengeurs - Le Flower Killer de Carlos Lafuente et Jennifer Moret, Andros, mise en scène de Jennifer Moret / Théo Théâtre de Paris / Théâtre de Nesle de Paris / Théâtre AGathois d'Agde / La Boite à Rire de Perpignan / Café-Théâtre Paradise République, Festival Off d'Avignon / Péniche Café-Théâtre La scène des quais d'Auxerre / Médiathèque Persépolis de Saint-Ouen / La Comédie des Suds de Cabriès / Coul' Théâtre de Coulommiers / La Divine Comédie de Paris / Théâtre Mélo d'Amélie de Paris

- 2023 : Ca tire !, mise en scène collective de la Compagnie BRONCA / Tribunal de Vouziers

### Metteur en scène
- 1998 : Happening co-mise en scène d'Évelyne El Garby-Klaï / Théâtre de rue, Montpellier

- 1999 : Quisaitout et Grobêta de Coline Serreau, co-mise en scène d'Évelyne El Garby-Klaï / Trioletto de Montpellier

- 2003-2007 : Loretta Strong de Copi / Maison des Conservatoires de Paris / Sputnik 347 de Montreuil / Centre d’animation Club Dunois de Paris / Salle des Fêtes de Savigny sur orge / Centre d’animation Maurice Ravel de Paris / Théâtre de rue, Atelier Sous Réserve, Créteil / Centre d’animation Les Halles-Le Marais de Paris[24] / Gare au Théâtre, Nous n'irons pas à Avignon[25] / Bouffon Théâtre de Paris[24],[26]

- 2005 : Excédent de poids, insignifiant : amorphe de Werner Schwab / Sputnik 347 de Montreuil / Centre d’animation Club Dunois de Paris / Centre d’animation Maurice Ravel de Paris

- 2006-2009 : Accent Circonflexe ou "La tragédie ne fait plus effet depuis qu'elle court les rues" de Françoua Garrigues / Gare au Théâtre, Nous n'irons pas à Avignon / Bouffon Théâtre de Paris[27],[28] / Le Colombier de Bagnolet[29]  / Salle Georges Dezeuze de Clapiers

- 2007-2011 : La Cantatrice chauve d'Eugène Ionesco / Théâtre 13[30],[31],[8],[32],[33],[34] / Centre d’animation Les Halles-Le Marais de Paris / Théâtre Le Passage vers les étoiles de Paris / Péniche Nix-Nox de Paris / Aktéon Théâtre de Paris[8],[35]

- 2010-2011 : Feu la mère de Madame de Georges Feydeau / Aktéon Théâtre de Paris[36],[37],[38]

- 2011-2014 : Le Petit Chaperon Uf de Jean-Claude Grumberg / Aktéon Théâtre de Paris[17] / Salle Daguerre de Bry sur Marne / MJC-MPT François Rabelais de Savigny-sur-Orge / Théâtre de l'Opprimé de Paris[17],[39]

- 2013 : "Elle" de Jean Genet / Comédie de Reims

- 2018 : La Danse des affranchies de Latifa Djerbi, co-mise en scène de Latifa Djerbi / La Comédie de Ferney-Voltaire[40],[41] / La Grange de Dorigny de Lausanne (Suisse)[41] / L'Échandole d'Yverdon-les-Bains (Suisse)[41]

- 2019 : Montceaux ou La nouvelle surprise de Meaux d'Alexandre Valéry et Brice Le Clair / Château Royal de Montceaux-Lès-Meaux

- 2021 : La Première mort d'Henri ? de Pierre-Jean Benghozi et Brice Le Clair / Château Royal de Montceaux-Lès-Meaux

### Directeur d'acteur
- 2018 : L'Improbable est possible... J'en suis la preuve vivante ! de Latifa Djerbi / Théâtre du Guidou de Sciez[42]

- 2018 : Opération farine, voyage urbain à tiroirs humains de Latifa Djerbi / Théâtre de rue, du Théâtre de Carouge à La Cuisine (Suisse)[43]

## Filmographie

### Longs Métrages
- 2011 : Rêve Bébé Rêve de Christophe Nanga-Oly : L'ex[44]

### Courts-métrages
- 2000 : War Love de Benjamin Pascal : Soldat
- 2004 : Love Me 2030 de Shu Lea Cheang : L'amoureux
- 2012 : L'École des fous de Stéphane Cazes : Mr Pouah
- 2014 : Foudroyés de Bibo Bergeron : Serveur
- 2015 : Je suis Catherine de Bertrand Boutaud : Homme 2
- 2018 : Catin de Julie Allain, Guillaume Anglard, Bertrand Boutaud et Gregory Marza : Le client

### Clips
- 2008 : vidéo-clip Working Together de Chilly Gonzales

## Doublage

### Cinéma

#### Films
- 2015 : MI-5 Infiltration : Calum Reed (Geoffrey Streatfeild)
- 2015 : This Is Not a Love Story : le snob ringard du club théâtre (Marco Zappala)
- 2016 : Belgica : Rudy Rasta (Silvanous Saow)
- 2016 : La Prophétie de l'anneau : Mostyn (Bryan Probets)
- 2016 : Folles de joie : le père adoptif d'Elia (Simone Lenzi) et Impiegato (Michele Crestacci)
- 2016 : Barry : Buzz (Tommy Nelson)
- 2017 : Girlfriend's Day : Warez (Nate Mooney)
- 2017 : Handsome : Une comédie policière Netflix : l'inspecteur Gunner (Chris Redd (en)) et Drive Thru Worker (James Garlin)
- 2017 : Super Dark Times : John Whitcomb (Ethan Botwik)
- 2018 : The Darkest Dawn : Ricky (Mawaan Rizwan)
- 2019 : Nos vies après eux : Calvin (Mario Cantone) et le livreur (Christopher Carmen)
- 2019 : Dora et la Cité perdue : le professeur (Matt Okine)
- 2019 : Holiday Rush : Jamal Williams (Amarr M. Wooten)
- 2020 : Go Karts : Ted (Rhys Lander)
- 2020 : How to Be a Latin Lover : Jimmy/Valet (Ben Schwartz)
- 2020 : Adolescence explosive : Jed (Jared Ager-Foster)
- 2021 : Venom: Let There Be Carnage : Host Three (Beau Sargent)
- 2022 : Mon Petit Ami virtuel : Leo (Matthew Finlan)
- 2022 : Le Samaritain : Chris (Frederick Williams) et Bus Junkie (Shariff Earp)
- 2022 : Smile : Greg (Nick Arapoglou)
- 2022 :  Quand le destin s'en mêle : Joey (Kevin Pasdon), Party Horn Guy (Eric Lamonica) et Cowboy australien (Andrew R. Shaw)
- 2022 : Magic Mike : Dernière Danse : Harj (Harj Dhillon) et un danseur (Anton Engel)
- 2022 : Crazy Bear : Tom (Scott Seiss)
- 2023 : Le Faussaire : Walter Heymann (Joscha Schönhaus), Herr Meier (Philippe Thelen) et Détective Heiner (Adrien Papritz)

### Film d'animation
- 2019 : Abominable : voix additionnelles

### Télévision

#### Téléfilms
- 2015 : La Folle Histoire de «La Fête à la maison» : Steve (Rohan Campbell), Stage Manager (Peter Kelamis), Scott Weinger (Alexander Kambolis), David Olsen (Lane Edwards) et Valeri Bure (Morgan Lucas)
- 2016 : Je te surveille : Nate (Kevin Joy)
- 2016 : Rupture fatale : Jerry (Isaac Reyes) et Redpill-69 - inserts (Greg Scali)
- 2017 : Chalk It Up : Mike (David Wilson Page)
- 2017 : Robert Durst a-t-il tué sa femme ? : Mark Bowen (Kurt Teixeira)
- 2018 : Un Noël en cadeau : Sammy l'elfe (Lee Liston), le serveur (Jonathan Malaer) et un client (John Forker)
- 2021 : Le mari de ma boss : Scott Turner (Bert Cardozo)
- 2021 : Nos vies volées : l'officier Katinski (Joe Corzo)
- 2022 : Ma fille est une camgirl : le réceptionniste (Darren Johnson)
- 2022 : Vers de nouveaux horizons : Marek Stastny (Robert Miklus) et Sizilianer (Denis Safarik)

- 2023 : Wedding of a Lifetime : Sebastian Starr (David Kaye)

#### Séries télévisées
- 2015 : Mr Selfridge : Alfie (Sam Gittins) (saison 3, épisode 1)
- 2015 : Stalker : Cedric (Ryan Devlin) (saison 1, épisode 12)
- 2015 : Rosemary's Baby : le garçon gitan (Dylan Pulido) (mini-série)
- 2015 : Chicago Police Department : Evan Kozelek (Chris Daley) (saison 2, épisode 22)
- 2015 : Following : Saul (Blake DeLong) (saison 3, épisode 13)
- 2015 : The Good Wife : Tim Linklater (Adam Green) (saison 7, épisode 4) et Polygrapher (Gregory Abbey) (saison 7, épisode 6)
- 2015 : Heroes Reborn : Dr Roberts (Jason Jazrawy) (épisode 7)
- 2015-2016 : Amour, Gloire et Beauté : Zach (Zach Rance) (2 épisodes) et Jeremy, photographe (Jeremy Andorfer-Lopez)  (2 épisodes)
- 2016 : Life in Pieces : Buddy (Amarr M. Wooten) (saison 1, épisode 18)
- 2016 : New York, unité spéciale : Lance Woodstone (Brock Yurich) (saison 17, épisode 18)
- 2016 : Once Upon a Time : Server (Nikolai Witschl) (saison 5, épisode 23)
- 2016 : Brooklyn Nine-Nine : Evan Spekesup (Colin Campbell) (saison 4, épisode 2) et Ian Britches (Neil Campbell) (saison 4, épisode 4)
- 2016 : First Murder : Gregg (Levi Fiehler) (saison 3, épisode 9) et Ted (Ryan Churchill) (saison 3, épisode 10)
- 2016-2017 : Chicago Med : Dr Jason Wheeler (Jurgen Hooper) (8 épisodes), Dr Mark Bhatt (Sauragh Pande) (2 épisodes), Counter Guy (Dennis Bisto) (saison 2, épisode 6) et Auxiliaire médical (Anthony Mannix) (saison 2, épisode 8)
- 2017 : Prison Break : le voyou de Ramal (Fraser Aitcheson) (saison 5, épisode 3), un subalterne (Tarun Keram) (saison 5, épisode 4) et Andrew Nelson Thoreau (Devin Mackenzie) (3 épisodes)
- 2017 : Gypsy : Frances (Evan Hoyt Thompson) (saison 1, épisode 9)
- 2017 : Les Feux de l'amour : Dr Aquino (Andrew Tinpo Lee) (épisode 7422) et un prêtre (Jason Heymann)  (2 épisodes)
- 2017-2018 : Les Enquêtes de Murdoch : Barry Biggs (Jeff McEnery) (saison 10, épisode 13) et Walter Moore (Brett Houghton) (saison 11, épisode 6)
- 2017-2019 : Supergirl : Jeremy (Hyuma Frankowski) (saison 3, épisode 4), Bully (Dylan Poyser) et Charlie (Steel Bey) (saison 4, épisode 19)
- 2018 : Berlin Station : Thin White Duke / Julian De Vos (Sabin Tambrea) (8 épisodes)
- 2018 : American Crime Story : Williams / Fallen Soldier (Tim Drier) (saison 2, épisode 5)
- 2018 : Instinct : Sam (Telly Leung) (saison 1, épisode 10)
- 2018 : Sick Note : le serveur (Ben Fromet) (saison 1, épisode 2)
- 2018 : The Good Place : Ken Garoo (Adam Groves) et Monty (John Leary) (saison 3, épisode 3)
- 2019 : Coisa Mais Linda : Ludovico (Gabriel Miziara) (saison 1, épisode 2)
- 2019 : Reef Break : Doc Yulo (Michael Tuahine) (saison 1, épisode 2)
- 2019 : The Deuce : Reggie « Reg » Winhorn (Calvin Leon Smith) (6 épisodes) et Enrico (Jason A. Rodriguez) (3 épisodes)
- 2019 : Suits : Avocats sur mesure : Maître D (Paul Beer) (saison 9, épisode 7)
- 2019-2020 : Les Nouvelles Aventures de Sabrina : Carl Tapper (Peter Bundic) (3 épisodes) et Melvin (Tyler Cotton) (20 épisodes)
- 2019-2020 : Trinkets : AJ (Jacob Skidmore) (10 épisodes)
- 2019-2021 : The Rookie : Le Flic de Los Angeles : Jonah (Abraham Lim) (saison 1, épisode 17), Angus Nettle (Dashiell Connery) (saison 3, épisode 2), D'Andre Salah (Amarr M. Wooten) (saison 3, épisode 2) et Eugene (Jonathan D'Ambrosio) (saison 3, épisode 3)
- 2019-2021 : Pose : Zedley (Zenobia Teague) (saison 2, épisode 2), Chris (Blaine Alden Krauss) (2 épisodes) et Shadow Wintour (Dashaun Wesley) (6 épisodes)
- 2020 : Legacies : Fanboy Vampire (Jace Harrison) (saison 2, épisode 2)
- 2020 : Happy Endings : le paparazzi (Tom Segura) (saison 3, épisode 9) et Clay (Jeff Howard) (saison 3, épisode 13)
- 2020 : Stargirl : Travis Thomas (Sam Brooks) (5 épisodes) et Alex Montez (Jonathan Blanco) (saison 1, épisode 4)
- 2021 : American Housewife : Waiter/Stephan (Chris Aquilino) (saison 2, épisode 5)
- 2022 : As We See It : Gus (Justin James Hughes) (saison 1, épisode 1), Caleb (Dylan Kiedman) (saison 1, épisode 3) et Theo (Anthony Jacques) (saison 1, épisode 4)
- 2022 : En apparence... rien ne change : Bernardo (Ronald Sotto) (9 épisodes)
- 2022-2025 : Sandman : Ozzie (Sion Alun Davies) (saison 1, épisode 1), Le Connaisseur (JP Conway) (2 épisodes), The Black Cat (Joe Lycett) (voix - saison 1, épisode 11) et Griffon (voix - 2 épisodes)
- 2022 : Dynastie : Bryce (Wendell Scott) (saison 5, épisode 9) et Angeria Paris VanMicheals (Angeria Paris VanMicheals) (saison 5, épisode 15)
- 2022 : Gentleman Jack : James Ingham (Tom Morley) (saison 2, épisode 4)
- 2022 : Hudson et Rex : Imran Abas (Mithun Mathew) (saison 4, épisode 4), Lead Gunman (Tom Dunne) (saison 4, épisode 6), Finn Reed (Mike Dara) (saison 4, épisode 7) et Clive Billington (Liam Williams) (saison 4, épisode 8)
- 2022 : Toujours là pour toi : Barman ‘75 (Neil Charlesworth) (saison 2, épisode 2), Puka Shell Guy (Braedon Cox) (saison 2, épisode 3) et Dmitri (Al Miro) (saison 2, épisode 4)
- 2022 : The White Lotus : Didier (Bruno Gouery) (saison 2, 5 épisodes)
- 2023 : So Help Me Todd : Horatio Menendez (Miguel Castillo) (saison 1, épisode 11)
- 2023 : Hijack : Jens (Sebastian Jessen) (saison 1, 2 épisodes)
- 2023 : Annika : Andros Bakas (Ryan Bown) (saison 2, épisode 2) et Lance Wallace (James Anthony Pearson) (saison 2, épisode 5)
- 2024 : True Detective : Veer Mehta (Jeff Mirza) (saison 4, épisode 6)
- 2024 : Krank Berlin : Jacky-Oh (Jacky-Oh Weinhaus) (saison 1, épisode 4)

#### Séries d'animation
- 2018 : Super Drags : voix additionnelles
- 2018 : Le Magicien d'Oz : Dorothy et ses amis : voix additionnelles
- 2022 : Si je suis la Vilaine, autant mater le Boss final : Keith Eigrid
- 2023 : To Your Eternity : voix additionnelles
- 2023 : Digman ! : voix additionnelles

### Direction artistique

#### Films
- 2022 : Bring It On: Cheer or Die (en)
- 2022 : 47 Ronin - Le Sabre de la vengeance
- 2022 : Collide
- 2022 : The Tutor (en)

#### Séries
- 2022 : Sock TV

## Récompenses
- 2005 : 9e Rencontre du Jeune Théâtre de Savigny sur Orge : Prix de la Meilleure Participation Collective pour Loretta Strong de Copi, mise en scène de Françoua Garrigues

- 2007 : Prix Théâtre 13 / Jeunes metteurs en scène : Prix du Public pour La Cantatrice chauve d'Eugène Ionesco, mise en scène de Françoua Garrigues[30]

- 2008 : Prix Théâtre 13 / Jeunes metteurs en scène : Spectacle finaliste / Électre d'Euripide, mise en scène de Renaud Boutin[9]